# Jatisari (Mijen)
Jatisari is een bestuurslaag in het regentschap Semarang van de provincie Midden-Java, Indonesië. Jatisari telt 10.046 inwoners (volkstelling 2010).